# Lingadalli, Indi
Lingadalli là một làng thuộc tehsil Indi, huyện Bijapur, bang Karnataka, Ấn Độ.